# Клубовцы
Клубовцы́ (укр. Клубівці) — село в Тысменицкой городской общине Ивано-Франковского района Ивано-Франковской области Украины.
Население по переписи 2001 года составляло 1416 человек. Занимает площадь 13,15 км². Почтовый индекс — 77443. Телефонный код — 03436.